# Désert de La Guajira
Le désert de La Guajira est un désert situé dans le nord-est de la Colombie, à 1 100 km au nord de Bogota, dans le département de La Guajira. Il couvre la plus grande partie de la péninsule de Guajira et déborde sur le Venezuela voisin.

## Description
Le désert de La Guajira recèle d'immenses réserves de houille, exploitées dans une zone appelée El Cerrejon. Il abrite également la tribu indigène des Wayuus et une variété de flore et de faune désertique.
Il possède un climat chaud, avec des températures moyennes de 27 °C. Les alizés drainant l'humidité de la mer des Caraïbes, au nord-est, traversent le désert sans rencontrer d'obstacle, provoquant un déficit de précipitations.
Le parc national naturel de Macuira est une oasis tropicale situé dans le désert. Parc national depuis 1977, il recouvre une superficie de 25 000 hectares dans l'unique chaîne montagneuse de la région, la serranía de Macuira.

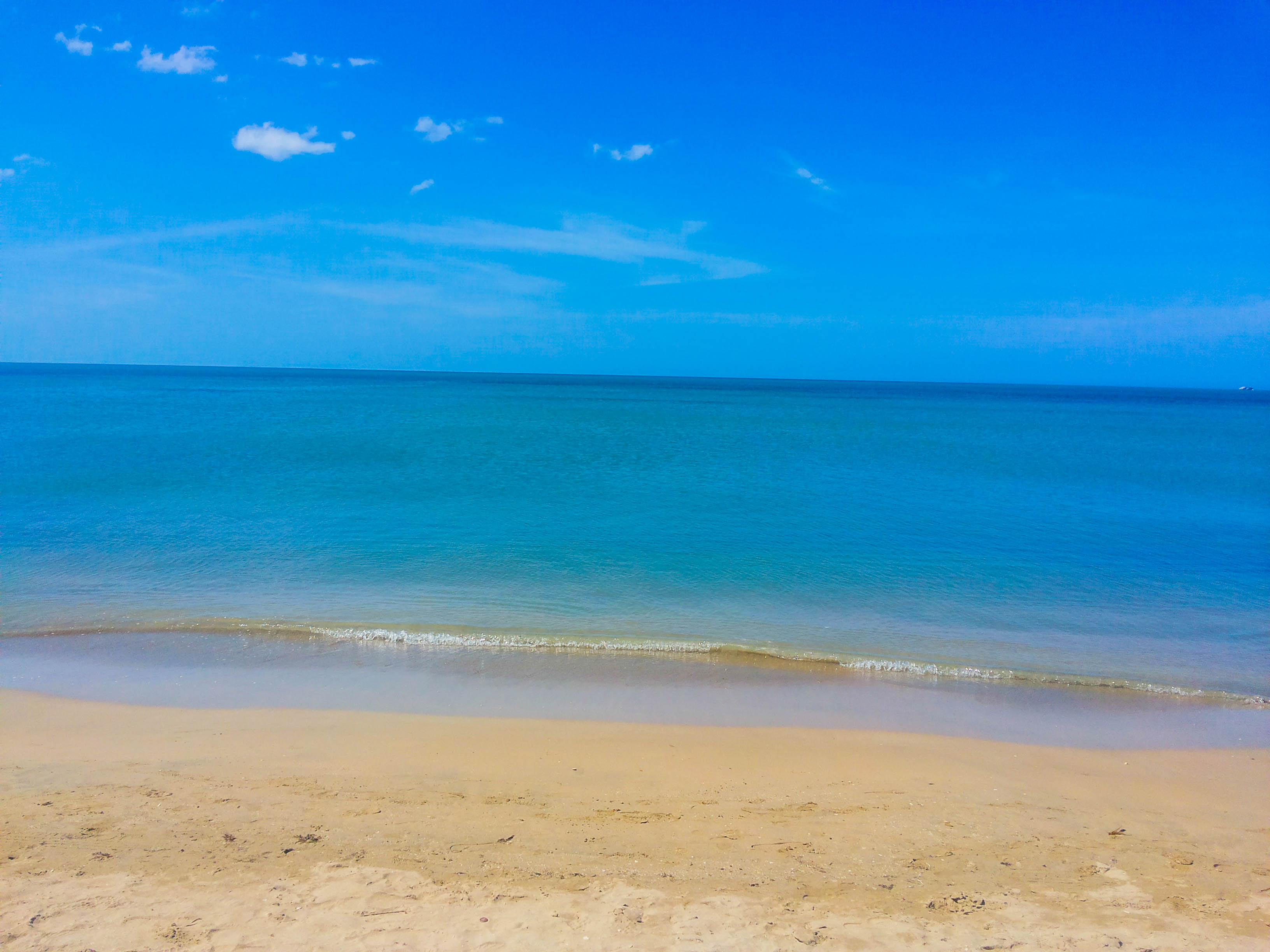
Cabo de la Vela

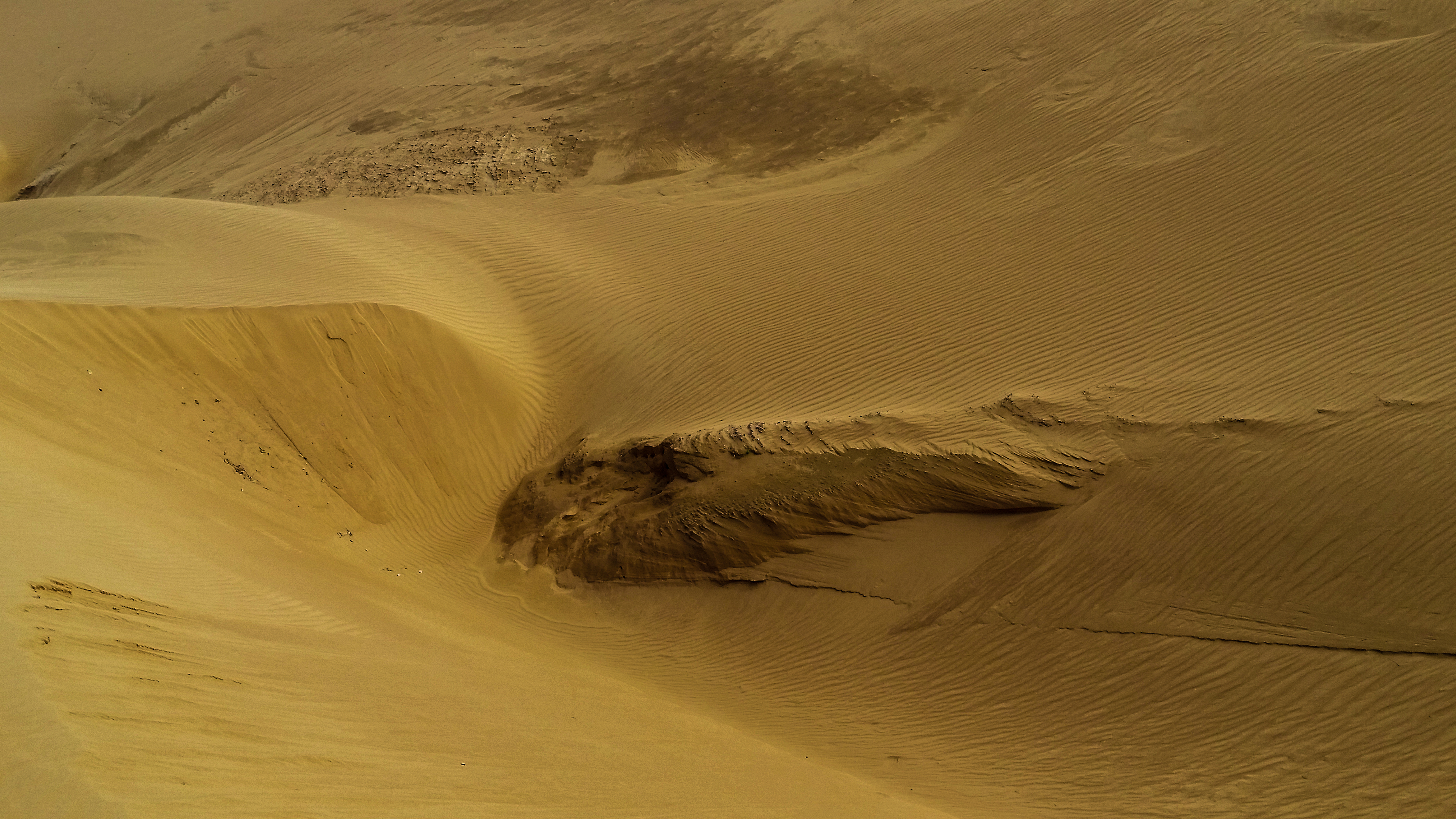
La dune de Medano, dans le désert de la Guajira. Janvier 2016.